# Dollar glut
Le dollar glut désigne l'accumulation des dollars américains en dehors des États-Unis dans les années 1960 et 1970 par les partenaires commerciaux des États-Unis. L'Europe et le Japon possédaient des masses considérables de dollars du fait de leurs excédents commerciaux vis-à-vis de l'Amérique. Cette abondance de dollars à l'étranger a rendu impossible pour les États-Unis d'assurer la conversion à la demande du dollar en or, menant à la fin du système de Bretton-Woods. 

## Concept

### Dudollar gapaudollar glut
Peu avant et pendant la Seconde Guerre mondiale, les pays européens font face à une situation de dollar gap. Alors qu'ils ont besoin de dollars américains pour payer les entreprises nord-américaines, la politique déflationniste américaine à la suite de la Grande Dépression a réduit le volume de devise en circulation. Cela empêche les États-Unis de trouver des débouchés pour leurs produits.
Conscients de l'opportunité qui s'offre à eux, l'après Seconde guerre mondiale conduit les États-Unis à mener une politique commerciale expansionniste et ambitieuse afin de trouver des débouchés pour ses produits, notamment manufacturés. Les entreprises américaines exigeant d'être payées en dollars américains, les États-Unis produisent des dollars afin d'inonder l'Europe et le Japon, qui en font une monnaie de réserve, ainsi qu'une monnaie de paiement avec les entreprises des États-Unis.
Cette surabondance de dollars permet certes aux Occidentaux et aux Japonais de commercer avec la première puissance économique mondiale, mais elle cause également un dollar glut, c'est-à-dire que l'offre de la monnaie devient trop élevée par rapport aux besoins de l'économie mondiale. Salvador Dali qualifie cette situation de « diviiine diaarrhée de doollaarrrs ». Ce dollar glut pose problème à l'Amérique car, dès lors que la masse de dollars détenue par les pays étrangers augmente, cela signifie que le stock d'or américain est susceptible de fondre à chaque fois que le pays demande la conversion du dollar en or. 

### Cause de la fin du système de Bretton Woods
Depuis la signature des accords de Bretton-Woods, les États-Unis s'engageaient à assurer une conversion du dollar en or. Or, à partir du moment où la réserve d'or des États-Unis diminue et où les dollars en circulation ont une valeur plus élevée que les réserves, la convertibilité libre du dollar en or n'est, à terme, plus tenable.
La situation est d'autant plus critique que le pays n'a aucun moyen de détruire les dollars en circulation dans les pays étrangers, qui sont détenus principalement par les banques centrales qui les conservent dans leurs réserves de change. Un rapport au Congrès des États-Unis publié en 1965 pointe du doigt le fait que, même si les États-Unis venaient à dégager un excédent budgétaire afin de retirer des dollars en circulation, cela n'aurait aucun impact sur les réserves détenues par les agents économiques et institutionnels étrangers. Les secrétaires au Trésor des États-Unis mettent en place plusieurs plans d'action pour retirer des dollars de la circulation, comme les bons Roosa, ou encore les droits de tirage spéciaux en partenariat avec le Fonds monétaire international, mais sans effet notable.
Le président des États-Unis Richard Nixon prend la décision de suspendre la convertibilité en 1971. La décision est entérinée en 1976 à la suite des accords de la Jamaïque.